# ダンカンの新多重範囲検定
統計学において、ダンカンの多重比較検定（ダンカンのたじゅうひかくけんてい、英: Duncan's new multiple range test (MRT)）は、1955年にDavid B. Duncanによって開発された多重比較法である。ダンカンのMRTは、平均の組を比較するためスチューデント化された範囲の統計量qrを用いる多重比較法の一般的な分類に属する。
ダンカンの新多重比較検定 (MRT) は、スチューデント＝ニューマン＝コイルス法の変種であり、ニューマン＝コイルス法の各段階における臨界値を計算するためにより高いαレベルを用いる。ダンカンのMRTはαew = 1 − (1 − αpc)k−1（kは群の数）においてファミリーあたりの過誤の確率（ファミリーワイズエラー率、FWER）を制御しようと試みる。その結果、αew = 1 − (1 − αpc)k/2のFWEを持つ非改良ニューマン＝コイルス法よりも高いFWERを持つようになる。
ダンカンはスチューデント＝ニューマン＝コイルス法の改良法としてこの検定を開発した。ダンカンのMRTは、第一種過誤（疑陽性）のリスクの増大を犠牲にして、特に第二種過誤（疑陰性）に対して堅牢 (protective) である。ダンカンの検定は農学やその他の農業研究において一般的に用いられている。

## 批判
ダンカンの検定は、ヘンリー・シェフェやジョン・W・テューキーを含む多くの統計学者によって「甘すぎる」として批判されてきた。ダンカンは、現実世界の実務では全帰無仮説H0="全ての平均は等しい"はしばしば偽であり、ゆえに伝統的統計学者はおそらく誤りである帰無仮説を第一種過誤に対して過度に保護しているため、より「甘い」(liberal) な方法が適切であると主張した。ダンカンは後に、ベイズ主義に基づいたダンカン＝Waller検定を開発した。これは帰無仮説が真であるという事前確率を推定するためにFの値を使用する。
ダンカンの方法に対する主な批判には以下のものがある。
- ダンカンのMRTは、スチューデント＝ニューマン＝コイルス法から受け継いでいる問題である名目αレベルにおけるファミリーあたりの過誤の確率（FWER）を制御しない。
- ダンカンのMRTのニューマン＝コイルス法から上昇した検出力は、ニューマン＝コイルス法の各段階におけるαレベル（第一種過誤率）を故意に増大させたことから来ており、SNK法の実際の改良によるものではない。